# Vóxel

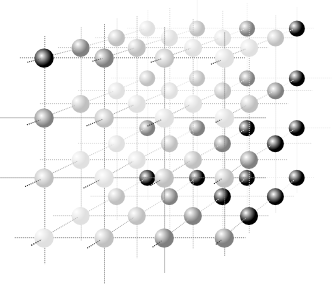
Representación tridimensional de vóxeles.

El vóxel (del inglés volumetric pixel) es la unidad cúbica que compone un objeto tridimensional. Constituye la unidad mínima procesable de una matriz tridimensional y es, por tanto, el equivalente del píxel en un objeto 2D.

## Características
Para crear una imagen en tres dimensiones, los vóxeles tienen que sufrir una transformación de opacidad. Esta información da diferentes valores de opacidad a cada vóxel. Esto es importante cuando se han de mostrar detalles interiores de una imagen que quedaría tapada por la capa exterior más opaca de los vóxeles.
Las imágenes con vóxeles se usan generalmente en el campo de la medicina y se aplican, por ejemplo, en la tomografía axial computarizada o para las resonancias magnéticas. De este modo, los profesionales pueden obtener un modelo preciso en tres dimensiones del cuerpo humano. A comienzos del siglo XXI su uso ya se ha extendido en multitud de campos como la medicina, ingeniería, cine, videojuegos...
Al igual que los píxeles, los vóxeles no contienen su posición (x,y,z) en el espacio 3D, sino que esta se deduce por la posición del vóxel dentro del archivo de datos.